# Rubén Calderón Cecilio
Carlos Rubén Calderón Cecilio (Peto, Yucatán, 5 de junio de 1943) es un político mexicano, miembro del Partido Revolucionario Institucional, ha ocupado varios cargos políticos.
Es maestro normalista, ha sido en dos ocasiones diputado federal por el II Distrito Electoral Federal de Yucatán, a la L Legislatura de 1976 a 1979, por el III Distrito Electoral Federal de Yucatán a la LII Legislatura de 1982 a 1985 y a la LVI Legislatura de 1994 a 1997,Senador de la República en la LVI legislatura, así mismo fue dirigente de la Confederación Nacional Campesina (CNC) en Yucatán. Secretario de Organización del Comité Ejecutivo Nacional de la Confederación Nacional Campesina de 1988 a 1994 . Secretario adjunto a la presidencia de la CNC de 1995 a 2000. 
En 2006 fue precandidato del PRI a Gobernador de Yucatán, no obtuvo la nominación que favoreció a Ivonne Ortega Pacheco, sin embargo él se manifestó públicamente inconforme con los resultados del proceso interno.